# Мирмотеры
Мирмоте́ры (лат. Myrmothera) — род воробьиных птиц из семейства гралляриевых (Grallariidae). Обитают в Южной Америке.

## Классификация
Международный союз орнитологов относит к роду 6 видов:
- Myrmothera fulviventris (P. L. Sclater, 1858) — Черношапочная бесхвостая муравейница
- Myrmothera berlepschi (Hellmayr, 1903) — Амазонская бесхвостая муравейница
- Myrmothera dives (Salvin, 1865)
- Myrmothera simplex (Salvin & Godman, 1884) — Коричневогрудая мирмотера
- Myrmothera campanisona (Hermann, 1783) — Пятнистогрудая мирмотера
- Myrmothera subcanescens Todd, 1927